# Boeing F/A-18E/F Super Hornet
O Boeing F/A-18E e F/A-18F Super Hornet, as vezes também chamado de F-18 é uma aeronave supersônica de interceptação aérea e de ataque ao solo. O F/A-18E e F/A-18F são maiores e mais avançados que seu antecessor o F/A-18 Hornet. O Super Hornet entrou em serviço nos Estados Unidos em 1999, substituíram os F-14 Tomcat em 2006 e deverão servir em conjunto com os originais Hornets F/A-18C (se mantêm operacionais mas com uma substituição gradativa pelos Super Hornets). Em 2007, a Força Aérea Real Australiana comprou 24 Super Hornets para substituição dos antigos F-111.

## Desenvolvimento

### Hornet 2000
O Super Hornet é maior e mais avançado que o F/A-18C/D Hornet. Nas primeiras versões, o Super Hornet era chamado pela McDonnell Douglas como Hornet 2000 no final dos dos anos 1980. O conceito do Hornet 2000 seria uma versão mais avançada do que a do F/A-18 com uma fuselagem maior, para carregar mais combustível e motores mais potentes.
O Super Hornet é o resultado da necessidade de substituir o F-14 Tomcat, cujos altos custos já tinham estado na origem da escolha do F/A-18 pela marinha norte-americana. A tentativa de adaptar o super-caça furtivo F-22 não resultou e a marinha teve necessidade de escolher rapidamente uma nova aeronave.

### Substituição dos Tomcats

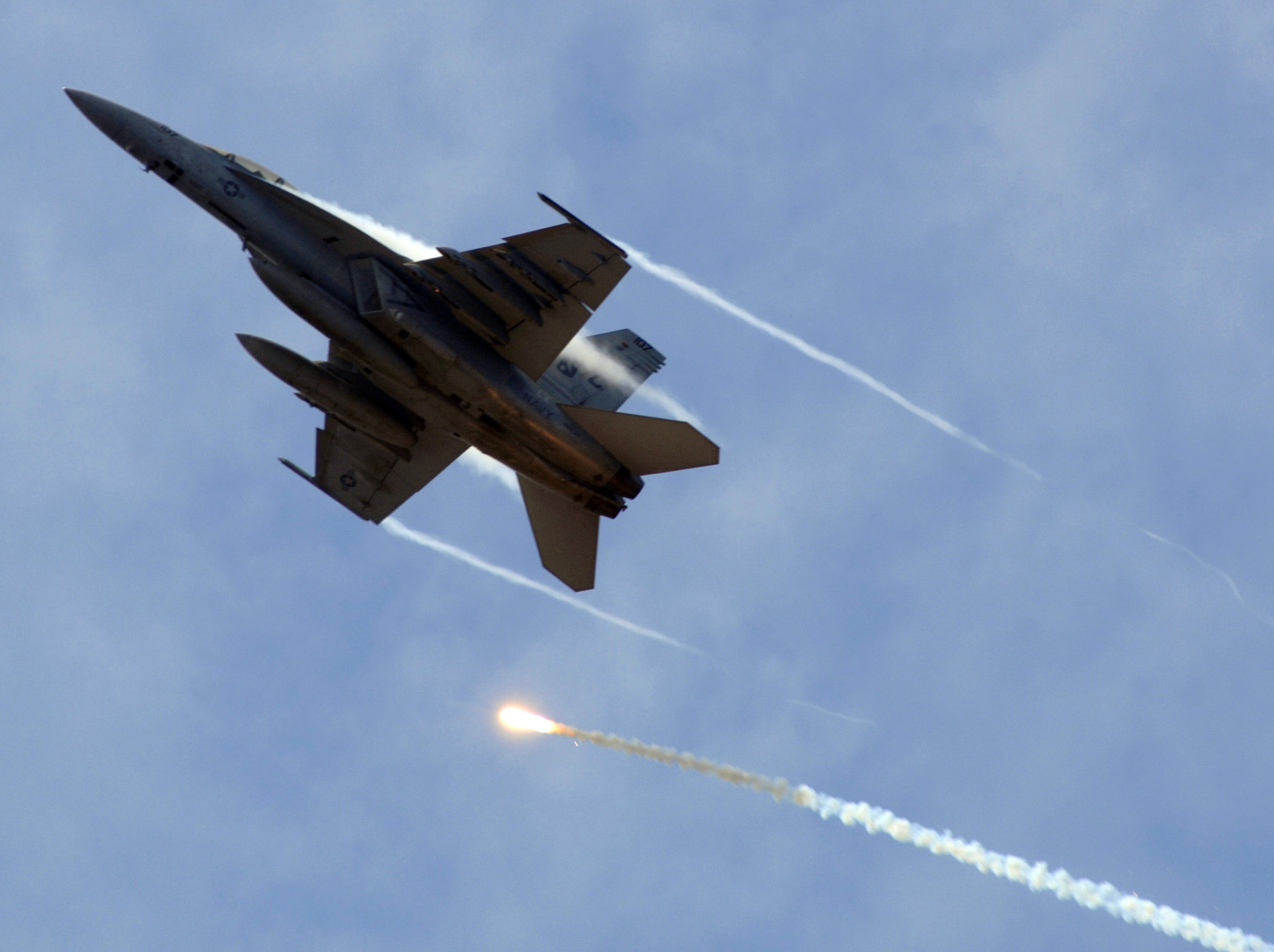
Um Super Hornet realizando disparo de sinalizador (flare).

Para substituir o F-14 a marinha dos Estados Unidos optou pela proposta do fabricante do F-18, para uma versão de maiores dimensões e em parte redesenhada, de forma a permitir não só cumprir as missões de superioridade aérea e defesa da frota que eram cumpridas pelo F-14, mas também para servir de aeronave de ataque, substituindo o A-6 Intruder e EA-6 Prowler de guerra eletrônica. O F/A-18E/F surgiu como um avião para resolver todos os problemas de obsolescência de vários modelos, que a marinha dos Estados Unidos teve que resolver num determinado momento.
Considerando as necessidades, o Super Hornet é considerado pelo fabricante um novo avião, que apenas partilha parte da estrutura comum com o F/A-18C/D. No entanto a aeronave parece continuar a ser a mesma, de tal forma que o olhar pouco treinado não consegue identificar as diferenças entre o novo Super Hornet e as versões anteriores.
Com o fim da vida útil do caça F-14 Tomcat, a marinha dos Estados Unidos decidiu adoptar o F-18E como o seu principal caça embarcado. Inicialmente previa-se a substituição do F-14 por uma versão naval do F-22 Raptor, o que foi julgado inviável. Como o projeto que levaria ao F-35 era ainda embrionário no final dos anos 1990, foi decidido escolher a proposta da McDonnell Douglas para uma versão melhorada do Hornet.

## Características

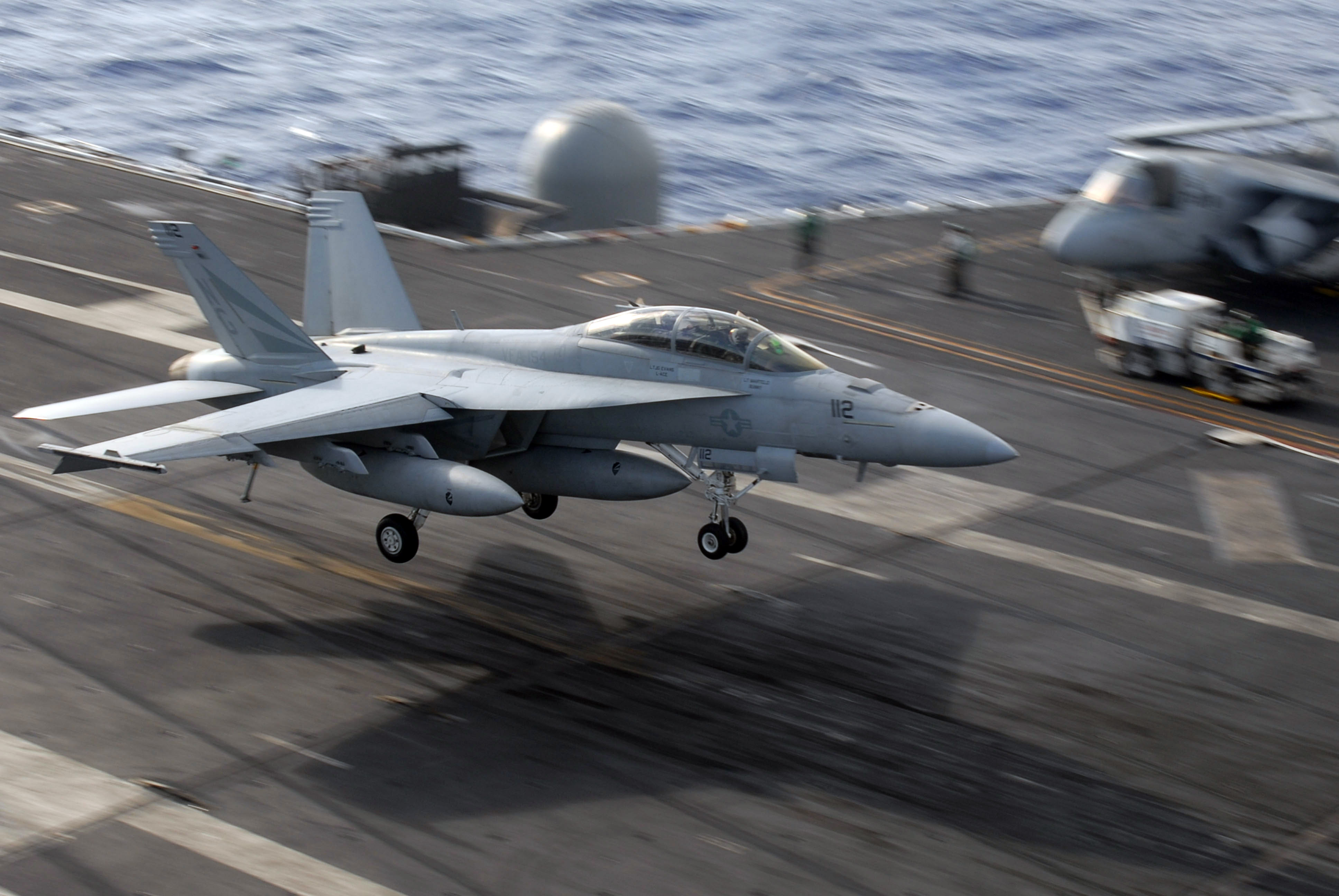
Um F-A-18F pousando no porta-aviões USS John C. Stennis

A Marinha conservou a designação de F/A-18 para ajudar a vender o programa ao Congresso, passando a ideia de um "derivado" de baixo risco, embora o Super Hornet seja, na verdade, uma nova aeronave.
Ele é cerca de 20% maior, pesa vazio cerca de 3 toneladas a mais e, carregado, seu peso supera em 7 toneladas o do Hornet. Carrega 33% a mais de combustível, com alcance 41% superior e persistência em combate 50% maior.
O mais importante de tudo é que apesar das diferenças de performance, o Hornet e o Super Hornet compartilham muitas características de voo, incluindo aviônicos, assentos de ejeção, armamentos, software de missão, procedimentos operacionais e de manutenção, barateando seus custos.

### Principais diferenças
A capacidade de sobrevivência é uma característica importante no projeto do Super Hornet. A Marinha Americana resolveu adotar uma abordagem equilibrada no quesito furtividade, não adotando um design totalmente stealth, mas em vez disso, seu design incorpora características stealth, capacidade de guerra eletrônica avançada, reduzida vulnerabilidade balísticas, o emprego de armas stand-off, e o uso de táticas inovadoras.
A seção reta radar do F/A-18E/F foi reduzida consideravelmente em alguns aspectos, principalmente a parte frontal e traseira, através do redesenho das entradas de ar do motor e do emprego de materiais que espalham a radiação para os lados.

### Radar
O APG-79 é um radar verdadeiramente revolucionário e oferece todo um grupo de vantagens frente ao seu antecessor, incluindo maior fiabilidade, uma resolução maior e um alcance mais alargado. Ao contrário do APG-73, não utiliza técnicas de varrimento mecânico, mas células AESA fixas, o que só por si elimina a causa mais comum de avarias neste tipo de radares. Inclui também um receptor mais avançado, um processador COTS (”commercial-off-the-shef“) e novos sistemas de alimentação de energia. A sua arquitetura aberta, evidenciada pelo COTS implica que estamos perante um sistema menor, mais ligeiro e mais econômico.
O fato de o radar ter um varrimento de feixe ativo eletrônico explica porque é que este tipo de radares podem analisar o espaço em torno dos aviões que os utilizam virtualmente à velocidade da luz, entregando assim ao piloto um conhecimento da situação e das ameaças que o circulam que era antes impossível obter, quer em missões ar-ar, quer em missões ar-terra, sendo possível alternar entre os dois modos de uma forma praticamente imediata, algo impensável nos antigos radares mecânicos.

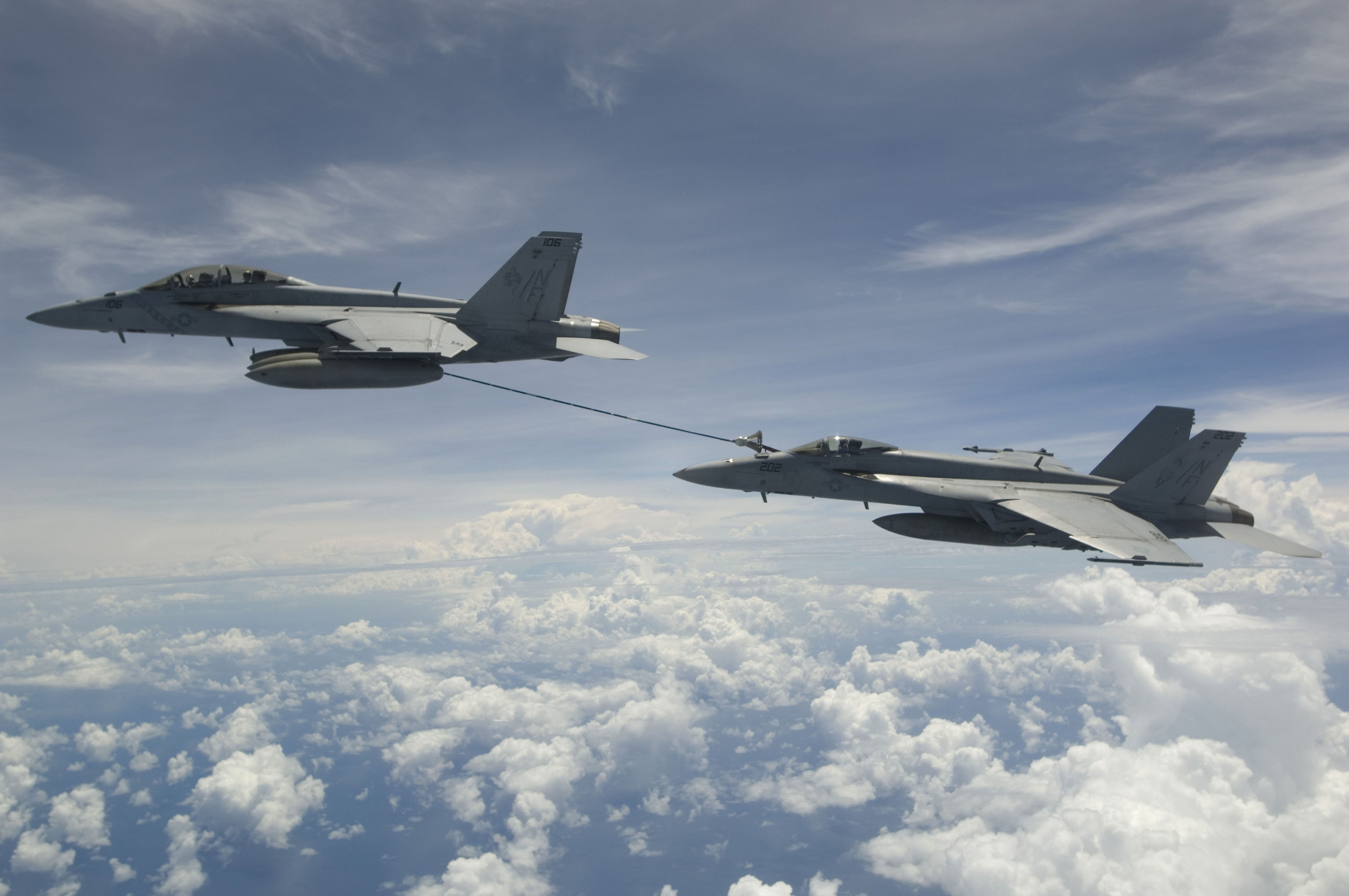
Sistema buddy-buddy em ação.

Estas caraterísticas do APG-79 explicam porque é que é um dos sistemas centrais da proposta Boeing para o F/A-18F Block II Super Hornet. Um avião apresentado formalmente em Abril de 2005 e que em Outubro de 2006 equiparia a primeira esquadrilha, já com o radar AESA.
e também tem os EA-18G de guerra eletronica

### Capacidade "Tanker"
O Super Hornet, diferente do Hornet anterior, pode ser equipado com um sistema de reabastecimento aéreo (buddy-buddy system), sendo o grande diferencial para realização de algumas missões. Por exemplo, em uma missão na qual seja necessário apoio de logística, um designado Super Hornet do esquadrão, poderia ser carregado com uma grande quantidade de combustível (comprometendo assim sua performance devido grande quantidade de peso), mas este, serviria apenas como avião de reabastecimento aéreo para seus companheiros. O esquadrão poderia realizar missões de longo alcance e poderia voltar para a base graças a este sistema.

## Armamento

### Canhão

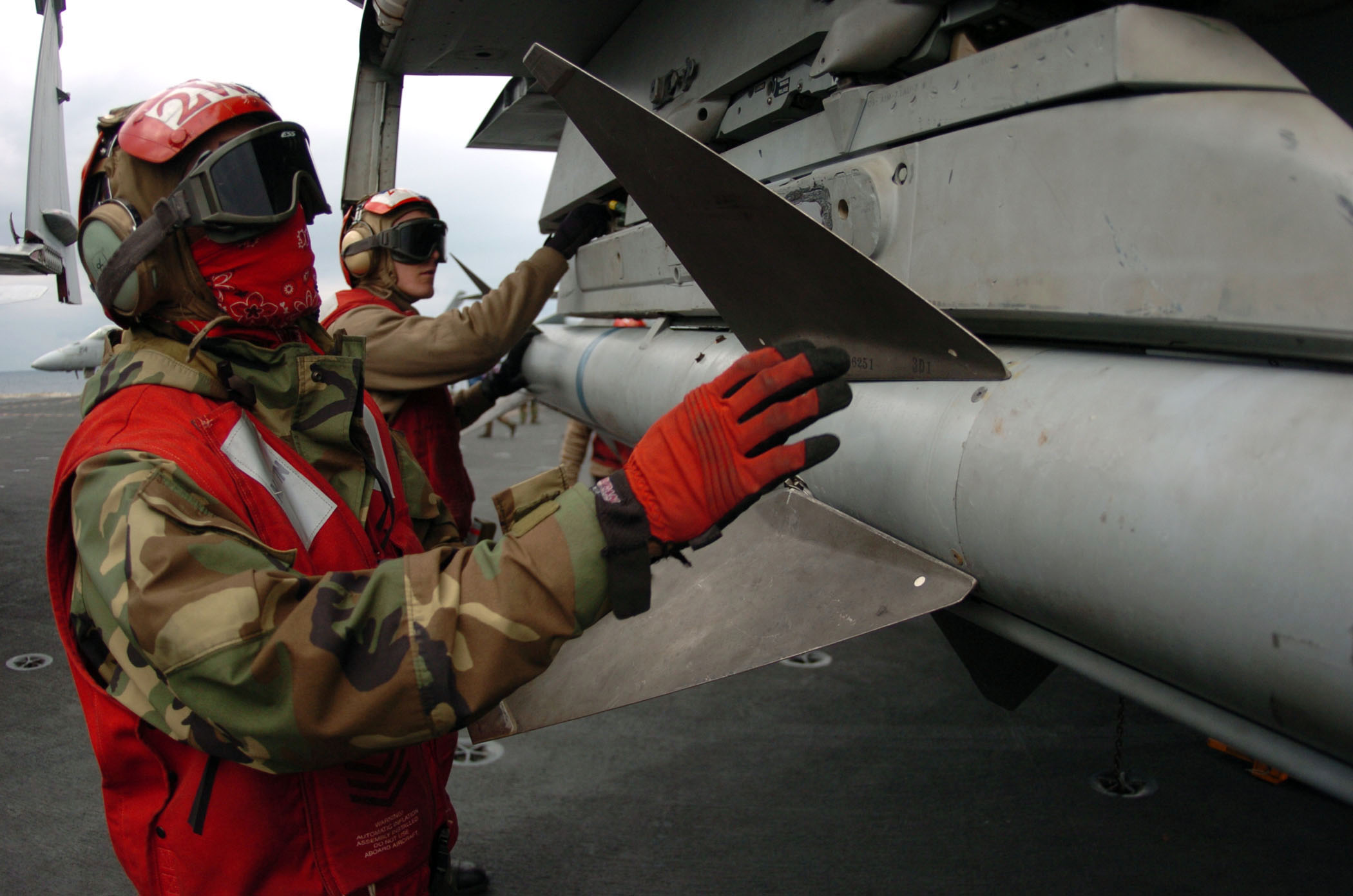
Inspeção de um míssil Ar-Ar AIM-7 Sparrow.

- Um canhão de 20mm M61 Vulcan, com 578 projéteis

### Misseis Ar-Ar
- 4× AIM-9 Sidewinder ou 4× AIM-132 ASRAAM ou 4× AIM-120 AMRAAM
- 2× AIM-7 Sparrow ou(adicionalmente) 2× AIM-120 AMRAAM

### Misseis Ar-Terra
- AGM-65 Maverick
- AGM-88 HARM
- AGM-154

### Misseis Anti-Navio
- AGM-84 Harpoon

### Bombas
- JDAM
- Mk 80
- CBU-87 Cluster
- CBU-89
- CBU-97
- Mk 20 Rockeye II

## Variantes
- F/A-18E Super Hornet: Variante monoposto
- F/A-18F Super Hornet: Variante biposto
- EA-18G Growler: Versão do F/A-18F Super Hornet para função de guerra eletrônica, que substituirão o EA-6B Prowler num futuro próximo.

## Operadores
- Austrália
- Estados Unidos[8]

## Programa FX-2

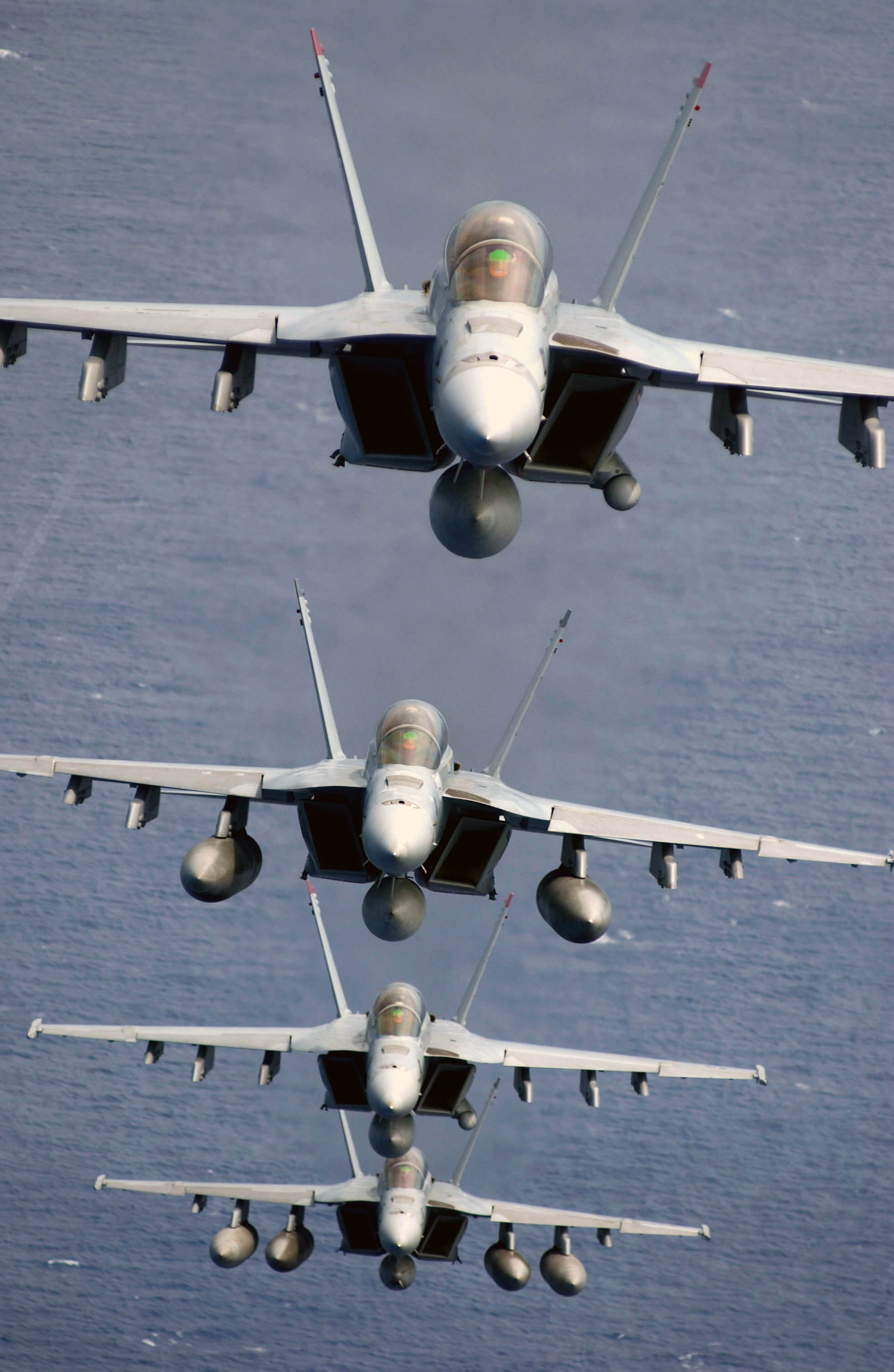
4 F/A-18F VFA-41 do esquadrão americano "Black Aces".

O projeto inicial, designado à época de FX-1, arrancara em Julho de 2000, sob iniciativa do então presidente Fernando Henrique Cardoso e pretendia cumprir um investimento de apenas 700 milhões de dólares, o que bastaria para adquirir entre 12 a 24 novos aparelhos para substituir os idosos Dassault Mirage IIIBR, entretanto abatidos ao inventário e substituídos por 12 Mirage 2000C. Este projeto FX-1 seria congelado no primeiro governo Lula, para ser novamente reaberto, e atualizado para FX-2 apenas agora, mas para o valor substancialmente mais alto e apenas possível perante a escala da modernização em curso na Venezuela de 2,2 bilhões de dólares. Atualmente o processo se encontra encerrado, sendo escolhido o Gripen NG, da SAAB, o F-18 esteve presente na fase final do projeto, concorrendo com o Gripen e o Rafale.

### Transferência de tecnologia
Foi o tema mais importante debatido em diversos fóruns relacionados sobre aviação militar. Bob Gower, vice-presidente para a linha de produtos F/A-18 dentro da divisão Global Strike Systems da Boeing, falou que a transferência de tecnologia para Força Aérea Brasileira (FAB) seria parte do contrato, com a abertura de todos os códigos-fonte, sendo o suficiente para o Brasil fazer uma manutenção constante das novas aeronaves.[carece de fontes?]

### Comprovação em combate
A capacidade real do Super Hornet já foi e vem sendo comprovada em inúmeras situações enfrentadas pelas forças aéreas norte-americanas. De fato, esta comprovação real em combate, é um dos aspectos que fez com que os pilotos e a própria FAB preferíssem este avião frente aos demais que participam do Programa FX-2.